# O'Brien Trophy

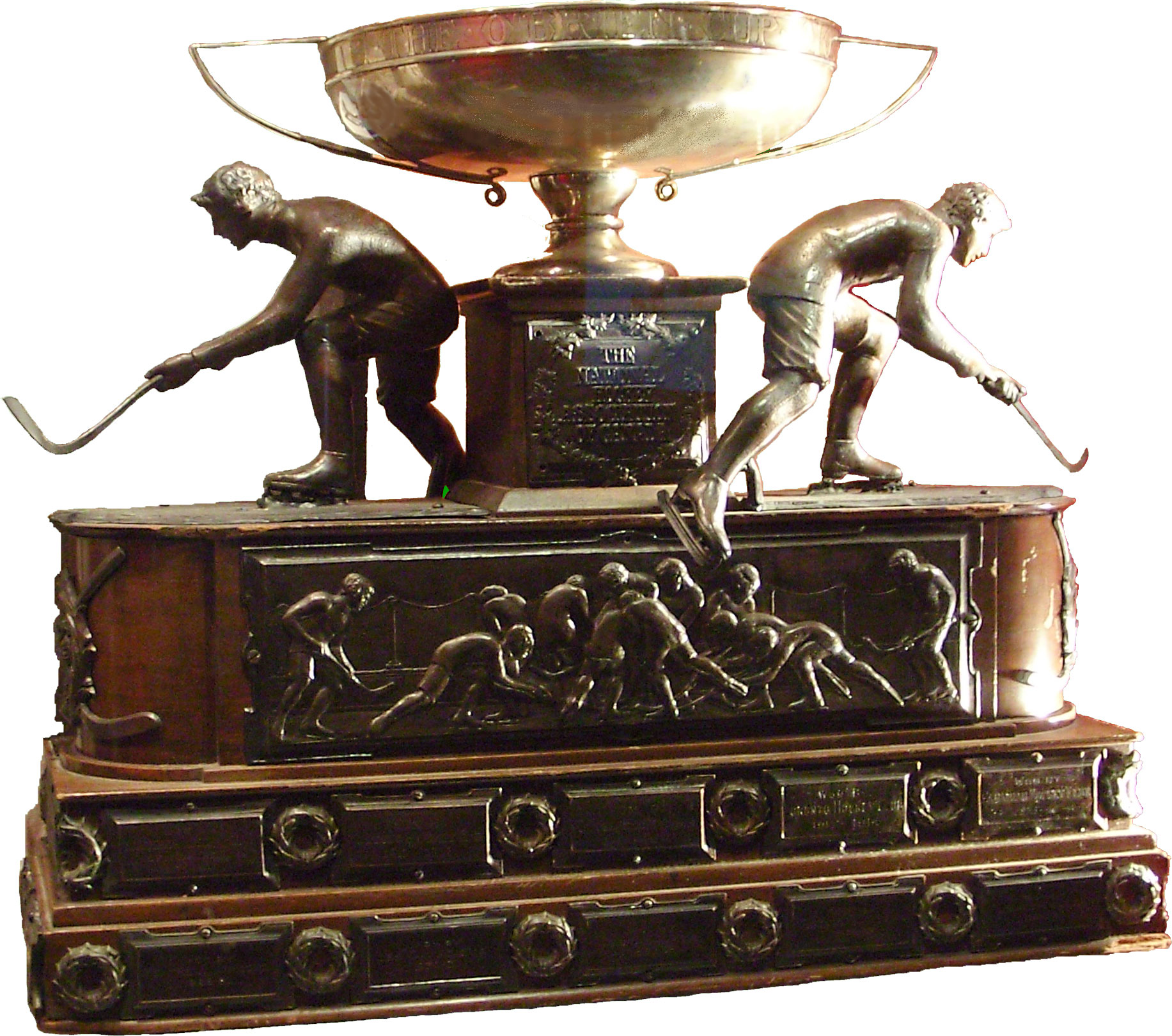
O'Brien Trophy.

O'Brien Trophy var en trofé som tilldelades vinnaren av National Hockey Association från säsongen 1910–11 till och med 1916–17 och därefter till vinnaren av National Hockey League från säsongen 1917–18 till och med 1922–23. Trofévinnaren gick sedan vidare och spelade mot andra ligasegrare om Stanley Cup.
Åren 1924–1927 ersattes O'Brien Trophy av Prince of Wales Trophy, men den återintroducerades säsongen 1927–28 som en motsvarighet till Prince of Wales Trophy för den kanadensiska divisionen. Säsongen 1938–39 blev NHL en enda division och då gick trofén istället till förloraren av Stanley Cup-finalen. O'Brien Trophy delades ut för sista gången säsongen 1949–50. 
Trofé var namngiven efter den kanadensiske senatorn J. O'Briens son, J. Ambrose O'Brien, som grundade National Hockey Association, föregångaren till NHL.

## Vinnare av O'Brien Trophy
| - 1950 – New York Rangers - 1949 – Detroit Red Wings - 1948 – Detroit Red Wings - 1947 – Montreal Canadiens - 1946 – Boston Bruins - 1945 – Detroit Red Wings - 1944 – Chicago Blackhawks - 1943 – Boston Bruins - 1942 – Detroit Red Wings - 1941 – Detroit Red Wings - 1940 – Toronto Maple Leafs - 1939 – Toronto Maple Leafs - 1938 – Toronto Maple Leafs - 1937 – Montreal Canadiens - 1936 – Montreal Maroons - 1935 – Toronto Maple Leafs - 1934 – Toronto Maple Leafs - 1933 – Toronto Maple Leafs - 1932 – Montreal Canadiens - 1931 – Montreal Canadiens - 1930 – Montreal Maroons | - 1929 – Montreal Canadiens - 1928 – Montreal Canadiens - 1927 – Ingen trofé - 1926 – Ingen trofé - 1925 – Ingen trofé - 1924 – Ingen trofé - 1923 – Ottawa Senators - 1922 – Toronto St. Patricks - 1921 – Ottawa Senators - 1920 – Ottawa Senators - 1919 – Montreal Canadiens - 1918 – Toronto Arenas - 1917 – Montreal Canadiens - 1916 – Montreal Canadiens - 1915 – Ottawa Senators - 1914 – Toronto Blueshirts - 1913 – Quebec Bulldogs - 1912 – Quebec Bulldogs - 1911 – Ottawa Senators - 1910 – Montreal Wanderers |